# Stig Strand
Stig Ivar Strand, född 25 augusti 1956 i Tärnaby i Storumans kommun i Västerbottens län, är en svensk f.d. utförsåkare och sedermera tv-kommentator.

## Biografi och karriär
Strand växte upp i Tärnaby, som granne med Ingemar Stenmark. Han tävlade i slalom för flera klubbar, bland andra Tärna IK Fjällvinden och Groko Alpina SK.
Hans bästa säsong i världscupen kom säsongen 1982/1983, då han grep två segrar och fyra andraplatser och slutade som tvåa i alpina slalomcupen, på samma poängantal som segraren Ingemar Stenmark men med färre segrar (två mot tre). Strands första världscupseger kom 1982 i slalom i Madonna di Campiglio.
Efter skidkarriären har han varit verksam som egen företagare, sportkommentator, föreläsare och rådgivare åt Mona Sahlin i turismfrågor.

## Svenska mästerskap

### Slalom
- 1980: Stig Strand, Tärna IK Fjällvinden
- 1981: Stig Strand, Groko Alpina SK, Luleå
- 1983: Stig Strand, Groko Alpina SK, Luleå

### Storslalom
- 1981: Stig Strand, Groko Alpina SK, Luleå
- 1982: Stig Strand, Groko Alpina SK, Luleå

## Världscupsegrar
| Datum            | Ort                  | Land    | Disciplin |
| ---------------- | -------------------- | ------- | --------- |
| 21 december 1982 | Madonna di Campiglio | Italien | Slalom    |
| 20 mars 1983     | Furano               | Japan   | Slalom    |